# Lettische Literatur
Lettische Literatur bezeichnet die literarischen Werke der Letten in Vergangenheit und Gegenwart, die in lettischer Sprache verfasst wurden. 

## Geschichte
Die Lied- und Spruchdichtung sowie mythische Erzählungen in lettischer Sprache haben.eine lange mündliche Tradition. Eine eigenständige lettische Literatur in Schriftform existiert jedoch erst seit der zweiten Hälfte des 19. Jahrhunderts. Die deutschsprachige gelehrte Aufklärung in Riga, wo u. a. Johann Christoph Berens und Herder wirkten, traf zunächst auf die ungebildeten „Undeutschen“, d. h. Letten, und erhielt dadurch ein koloniales Element. Die deutschen Siedler, die der Eroberung durch die Schwertbrüder folgten, waren meist Handel treibende Stadtbürger, adlige Großgrundbesitzer auf dem Land sowie Angehörige der kirchlichen Oberschicht. Seit dem Mittelalter bis zum frühen 20. Jahrhundert blieb Deutsch daher die dominante Sprache in Bildung und Wissenschaft und bis zur 1860 einsetzenden, nach 1905 intensivierten Russifizierungspolitik auch in der Verwaltung. Durch die Bemühungen überwiegend deutschstämmiger Pastoren aus dem evangelischen Livland war seit der Reformation jedoch eine die Dialektgrenzen überwindende lettische Schriftsprache geschaffen worden, in der religiöse und erbauliche Werke (Katechismus, Gesang- und Psalmenbücher) übersetzt bzw. abgefasst wurden. Der Umfang dieser Buchproduktion verdeutlichte schon früh, dass Teile der wirtschaftlich erstarkenden lettischen Bevölkerung nicht mehr gewillt waren, deutsche Oberschulen zu besuchen.

### Frühe Übersetzungen und Sammlungen in lettischer Sprache
Das erste Buch auf Lettisch, eine Übersetzung des katholischen Katechismus des niederländisch-deutschen Jesuiten Petrus Canisius wurde 1585 nicht in Lettland, sondern im katholischen Vilnius, Litauen publiziert. Ein Jahr später erschien in Königsberg der erste evangelische Katechismus (der Kleine Katechismus Martin Luthers) auf Lettisch. Er wurde von Johann Rivius († 1585) übersetzt und von einem Pastorenkollegium aus Kurland und Semgallen veröffentlicht. Dieses Kollegium gab 1587 auch ein lettisches Gesangbuch heraus, das ebenfalls in Königsberg erschien: Undeudsche Psalmen und geistliche Lieder oder Gesenge, welche in den Kirchen des Fürstenthums Churland und Semigallien in Liefflande gesungen werden. Die wichtigste Rolle für die Entwicklung der lettischen Schriftsprache in Livland im 17. Jahrhundert spielten der deutsche Theologe Georg Mancelius und der Autor der ersten lettischen Bibelübersetzung (1685–1689) Ernst Glück. Die erste lettische Grammatik, verfasst von Georg Mancelius und Johann Georg Rehehusen, wurde 1644 in Riga gedruckt. Eine verbesserte Grammatik von Gotthard Friedrich Stender erschien 1761 in Braunschweig. Stender publizierte auch Übersetzungen aus der deutschen schöngeistigen Literatur in lettischer Sprache, um die aus Sicht der Aufklärung schädlichen Volksmärchen zu ersetzen.

### Junglettische Bewegung und nationale Romantik
Einen wichtigen Baustein auf der Suche nach einer Nationalkultur bildete auch im damaligen Livland das Auffinden von „Ur“-Texten. Diese waren aber nicht in lettischer Sprache verfasst, sondern in der Sprache der deutschbaltischen Oberschicht. Bis weit ins 19. Jahrhundert wurde das Lettische von den Baltendeutschen als eine bäuerliche Sprache angesehen, die ungeeignet zum Ausdrücken gehobener Gedanken sei. Das änderte sich durch die Bewegung des Junglettentums, die an die reiche Volksdichtung und die nationalromantische Lyrik des frühen 19. Jahrhunderts anknüpfte. Dennoch mussten die Urtexte oft erst aus dem Deutschen übersetzt werden.

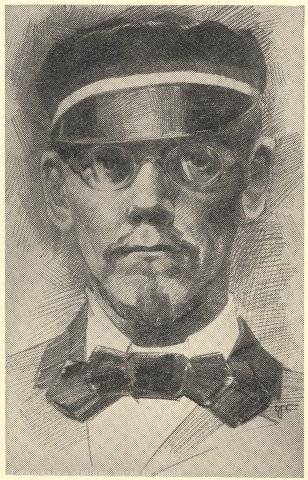
Juris Alunāns (1864)

Für das junglettische Geschichtsbewusstsein war die These Johann Gottfried Herders (1744–1803) vom Volksgeist von großer Bedeutung. Herder meinte, dass die lettischen Volkslieder zwar keine epischen Züge aufwiesen, doch müssten diese in der Frühzeit einmal existiert haben, nur seien sie während der deutschen Herrschaft verloren gegangen. Auch die 1824 gegründete Lettisch-Literärische Gesellschaft, die von deutsch-baltischen Geistlichen gegründet wurde, setzte sich bald nicht nur für die Erforschung und Dokumentation, sondern auch für die Förderung der lettischen Sprache ein.

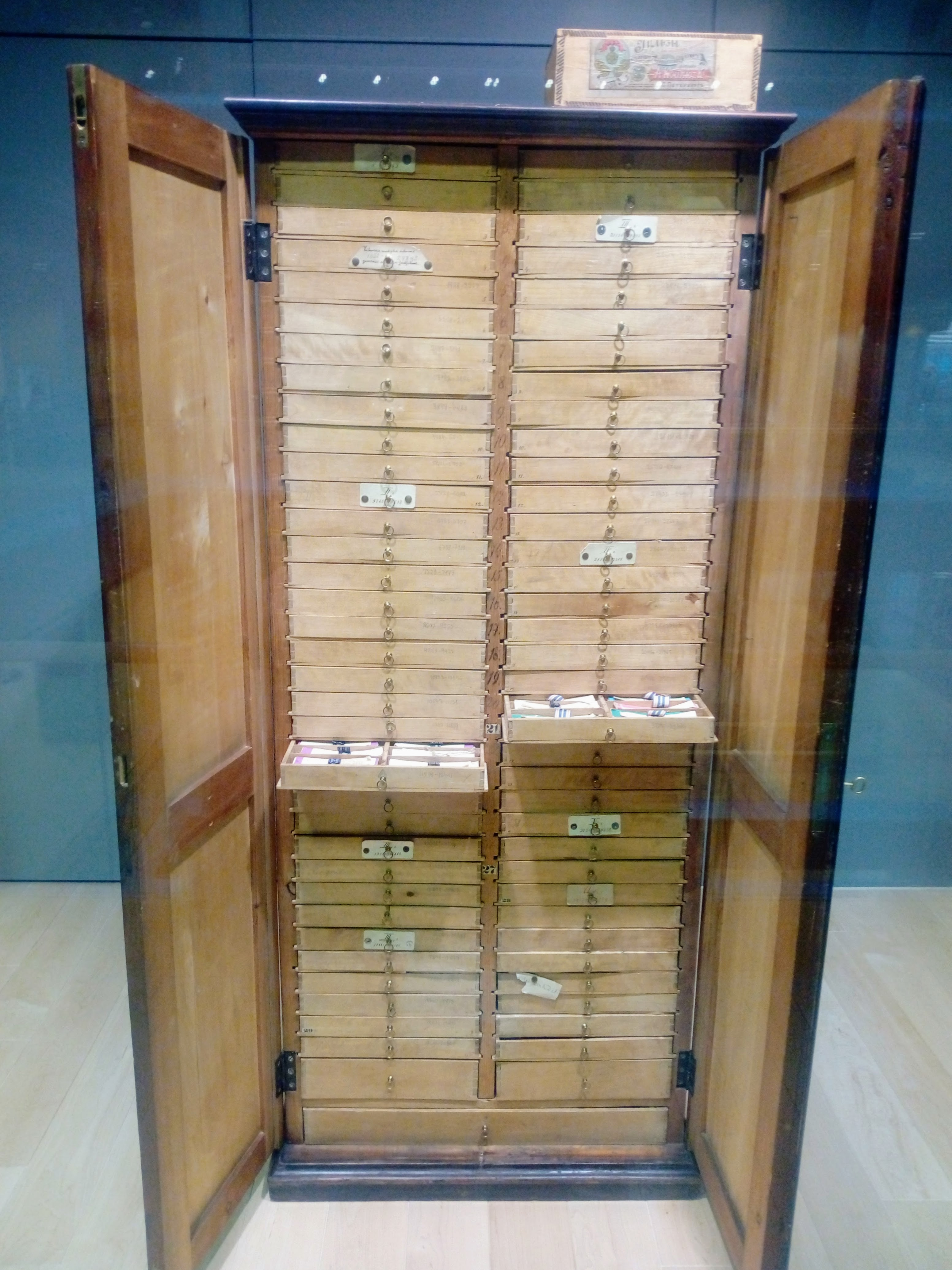
Die Volksliedsammlung mit etwa 128.000 Liedtexten in der Lettischen Nationalbibliothek

Die Versuche von Ansis Līventāls (1803–1878), eine Kunstdichtung auf Basis der lettischen Volkslieder zu begründen, verfehlten deren Charakter allerdings völlig. Juris Alunāns (1832–1864), der zahlreiche Neologismen kreierte, die sich in der Alltagssprache rasch verbreiteten, veröffentlichte 1856 Lieder in lettischer Sprache. Dieses Datum gilt vielfach als Geburtsstunde der modernen lettischen Literatur, die sich seit den 1860er Jahren unter dem Einfluss der Spätromantik entwickelte. Ein Großereignis bei der „Suche nach dem Heroischen“ in dieser Zeit war die Erschaffung des lettischen „Pseudonationalepos“ Lāčplēsis („Der Bärenreißer“, 1888) auf der Basis alter Mythen (vor allem Heinrichs Livländische Chronik) durch den Dichter Andrejs Pumpurs (1841–1902). Die Figur des kriegerischen Bärenreißers wurde seither in der lettischen Literatur und auf dem Theater häufig wieder aufgegriffen. Da die lettische Folklore tatsächlich arm an epischen Elementen war, wird Lāčplēsis heute von der Wissenschaft eher als Kunstprodukt romantischer Literatur und nicht als echtes Volksepos im Sinne der Kalevala oder des Nibelungenliedes verstanden. Auch Miķelis Krogzemis (1850–1879) publizierte unter dem Pseudonym „Auseklis“ pseudomythologische Gedichte auf beachtlichem literarischen Niveau. Krišjānis Barons (1835–1923) wurde durch seine neunbändige Sammlung lettischer Volkslieder bekannt. Der metrische Aufbau dieser meist wohl vom 13. bis zum 16. Jahrhundert entstandenen Dainas ist meist durch vier Trochäen, seltener durch zwei Daktylen charakterisiert. Die Liedstrophen bestehen meist aus einem Vierzeiler, Alliteration ist ein häufiges Stilmittel, und viele Worte enden mit dem hinzugefügten Vokal „I“. 1873 fand das erste Sängerfest in Riga mit über 1000 Sängern statt.
Ein von der Folklore und den Märchen waldreichen Memelregion beeinflusster später Vertreter der Nationalromantik war der Lyriker und Schulbuchautor Vilis Plūdons (1874–1940) mit seinen allegorischen, schon vom Symbolismus beeinflussten Gedichten (Divi pasaules, „Zwei Welten“, 1899), mit denen er nach dem Umsturz von 1934 auch dem Diktator Kārlis Ulmanis huldigte.

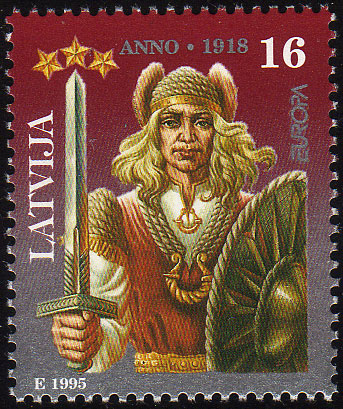
Der Held Lāčplēsis mit den Bärenohren auf einer lettischen Briefmarke von 1995

### Realismus
In der zweiten Hälfte des 19. Jahrhunderts entwickelte sich eine kräftige realistische, teils sozialkritische Strömung. Wichtige Vertreter waren Andrievs Niedra (1871–1942) und Juris Neikens (1826–1868). Unter den Baltendeutschen und heute auch in Deutschland besonders bekannt wurde der wohl durch Gogols beeinflusste Roman Mērnieku laiki (1879; dt. „Landvermesserzeiten“) der Brüder Reinis (1839–1920) und Matīss Kaudzīte (1848–1926). Es handelt sich um den ersten realistischen Roman der baltischen Literaturen und zugleich um einen Kriminalroman, der den Niedergang der alten lettischen Bauernmoral in den 1870er Jahren und den Wandel der Mentalitäten in der Phase der Entwicklung der kapitalistischen Wirtschaft und der Neuverteilung des Landes behandelt. Psychologische Tiefe erhält das Buch durch die Beschreibung der Spannungen zwischen den Menschen, die an den alten Verhältnissen festhalten wollen, den Neuerern und den zwischen diesen Gruppen stehenden. Die „neuen“ sozialen Sitten, so etwa die Neigung, sich „deutschen“ Verhaltensweisen anzupassen, werden sozialsatorisch geschildert. Berühmt sind die Illustrationen der Ausgabe 1913 von Eduards Brencēns (1885–1929). Der Stoff wurde zweimal verfilmt und gelangte auch auf das Theater, so unter der Regie von Viesturs Kairišs am Lettischen Nationaltheater 2007. Dem Roman wurde im Jahr 2009 die lettische 1-Lats-Münze gewidmet.
Der Prägung durch die in Lettland verbreiteten Herrnhuter Brüdergemeinen und ihre religiös-didaktischen Schriften wird ein melancholisch-depressiver Ton in der realistischen Literatur und vor allem in den Landvermesserzeiten zugeschrieben (die sog. „Bauernklage“).

### Die frühe lettische Moderne

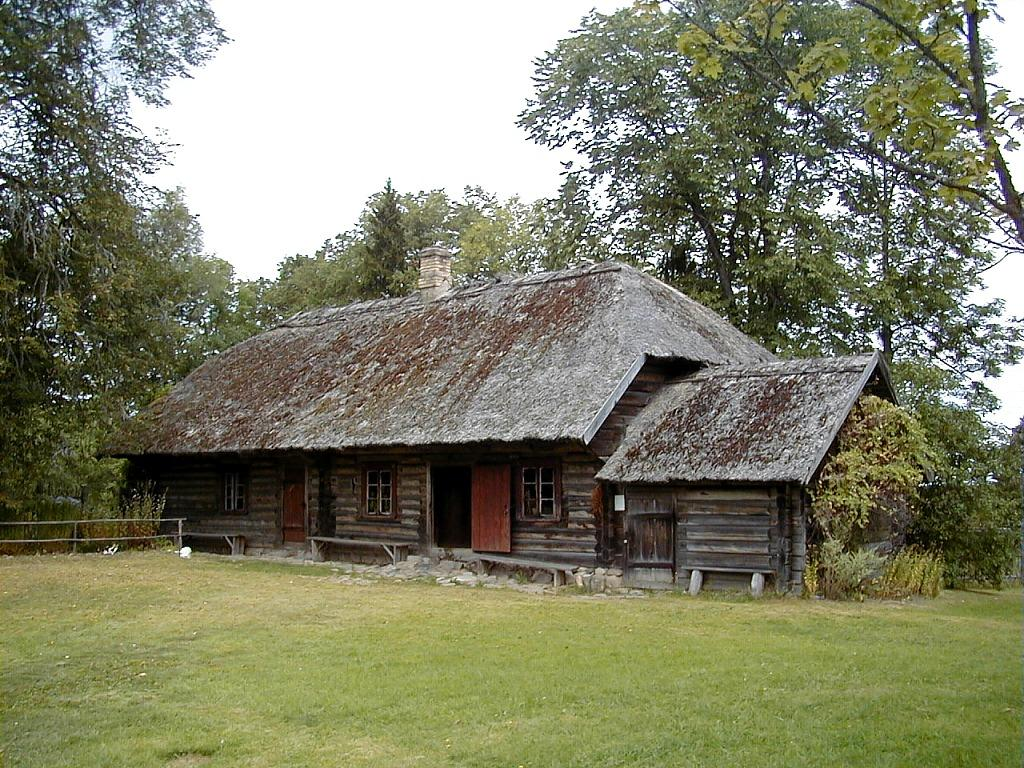
Hof und Museum Blaumanis in Braki bei Ērgļi (1999)

Ende des 19. und Anfang des 20. Jahrhunderts entfernte sich die lettische Intelligenz von den nationalromantischen Ideen und wandte sich dem Marxismus, aber auch dem Symbolismus zu. Diese Intelligenz wurde als Neue Strömung (Der neue Strom, Jaunā strāva) bezeichnet. Sie war wie z. B. der Dichter Eduard Veidenbaum (1867–1892), vom russischen und westeuropäischen Sozialismus beeinflusst, neigte zur Abwertung des Romantizismus, zur Kritik am bis dahin vorurteilslos gezeichneten Deutschbaltentum und zur Ablehnung der Verklärung des lettischen Mittelalters. Veidenbaums satirische Gedichte zirkulierten nur in Abschriften, ein Versuch, sie 1908 zu veröffentlichen, führte zur Verhaftung des Herausgebers. Ebenfalls vom Symbolismus und von Tschechow beeinflusst war der Erzähler und Dramatiker Rūdolfs Blaumanis (1863–1908), dessen Werk aber auch naturalistische Züge aufweist.

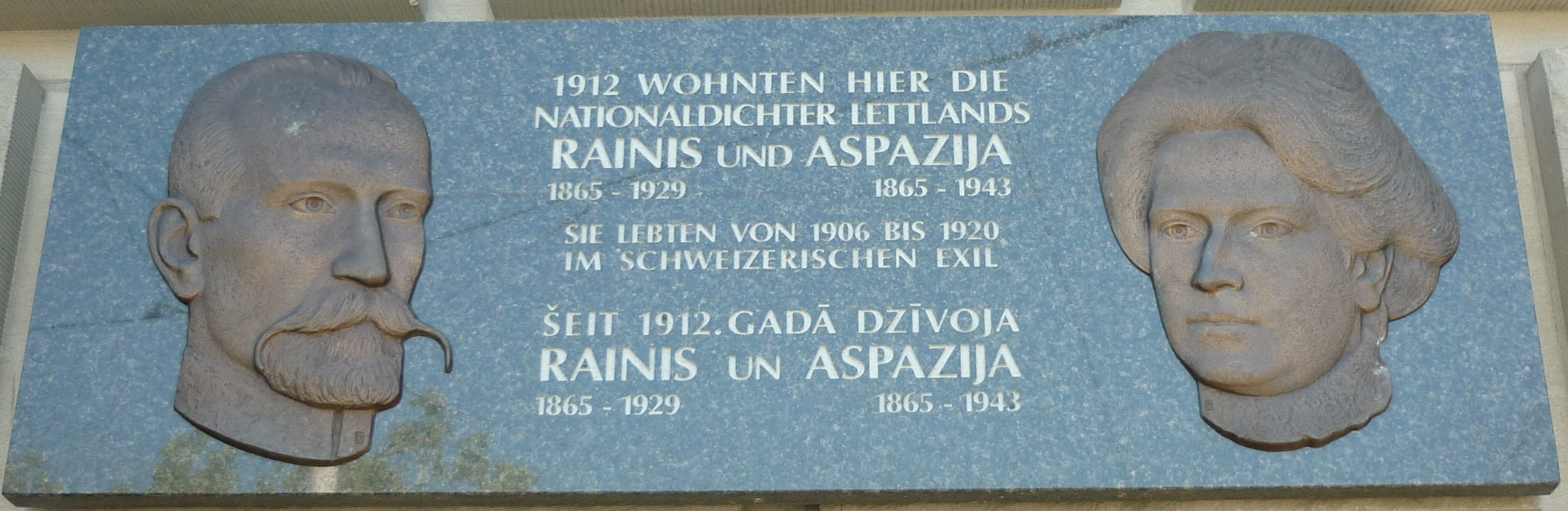
Rainis und Aspazija (Gedenktafel in Zürich)

Die sozialdemokratische Feministin Aspazija (Elza Pliekšāne geb. Rozenberga, 1865–1943) schwankte in ihrer Lyrik und ihren Theaterstücken stilistisch zwischen Neuer Strömung und Neuromantik. Ihr Ehemann Jānis Rainis (eigentlich Jānis Pliekšāns, 1865–1929) gilt als wichtigster Schriftsteller Lettlands. Inspiriert vom Marxismus, aber lebenslang ein Idealist entwickelte er unter dem Druck der Zensur schon in einem ersten Gedichtband 1903 eine symbolistisch verschlüsselte Sprache. In seiner Ballade Daugava forderte er zum ersten Mal, dass das Land sich einen eigenen Staat schaffen müsse. Bekannt wurde er durch seine Übersetzungen von Goethes Faust und der Werke Shakespeares, seine teils subtile Lyrik sowie die Dramen Indulis un Ārija (Indulis und Arija) und Uguns un nakts (Feuer und Nacht). Die ethnische Symbolik von „Feuer und Nacht“ beflügelte die lettische Nationalbewegung. Aufgrund seines Engagements während der Russischen Revolution 1905 mussten er und Aspazija nach deren Scheitern das Land verlassen. Nach Lettlands Unabhängigkeit 1920 konnten beide aus der Schweiz in ihr Heimatland zurückkehren. 1921–1925 war Rainis Direktor des Lettischen Nationaltheaters, 1926–1928 Erziehungsminister.
Die Romane von Andrejs Upīts (1877–1970) zeigen den Einfluss Leo Tolstois. Seine zahlreichen sozialrealistischen Romane, Erzählungen und Theaterstücke wurden unter der Diktatur ab 1934 verboten und er emigrierte in die Sowjetunion. Kārlis Skalbe (1879–1945) wurde durch Lyrik und Kunstmärchen im Stile Hans Christian Andersens und Oscar Wildes bekannt. Der symbolistische Lyriker Viktors Eglītis (1877–1945) bezeichnete sich selbst als einen Schriftsteller der Dekadenz, wandte sich später jedoch dem Neoklassizismus und Realismus zu. Als Ultranationalist, Anhänger der Dievturība-Bewegung und Kollaborateur starb er in einem sowjetischen Gefängnis.

### Die Zeit der ersten Eigenstaatlichkeit
Seit 1918 gewann das Lettische seine heutige Form als hochentwickelte multifunktionale Sprache mit festgelegtem Stilsystem und ausgearbeiteter Terminologie. Auch die Orthographie wurde von der am Deutschen orientierten Schreibweise in eine phonetisch und etymologisch passendere Version reformiert. Der Expressionismus prägte mit gewisser Verspätung eine Zeitlang die Lyrik, so die Arbeiten von Pēteris Ērmanis (1893–1969). Bald erhielten die Kämpfe der „alten Letten“ für ihre Freiheit im Mittelalter, die Ethnographie und Folklore einer angenommenen „urbaltischen Gesellschaft“ eine positive Wertung, was mit der Abwendung vieler Autoren von der europäischen Moderne verbunden war. Doch der Versuch Jānis Medenis’ (1903–1961), neue formale Gestaltungsweisen aus der lettischen Volksliteratur zu entwickeln, scheiterte. Im Unterschied zur nationalen Romantik des 19. Jahrhunderts traten nunmehr die Werte des Krieges und die Verherrlichung des Heldentums der Letten in literarisch weniger anspruchsvoller Form in den Vordergrund und dienten der Stützung des rechtskonservativ-autoritären Regimes. Von allen auf dem Territorium Lettlands lebenden Völkern wurde den Semgallen besonderes Interesse gewidmet, da sie bis 1290 gegen den Deutschen Orden gekämpft hatten. Dieses Motiv beeinflusste die Literatur Lettlands in der Zwischenkriegszeit. Einer der in jener Zeit populärsten Dichter Lettlands, der Bauernsohn und Bauernfunktionär Edvarts Virza (1883–1940), beschreibt in seinem Prosapoem Straumēni (1933; dt. Ausgabe 2020) mit großer Sprachkunst den Lauf der Jahreszeiten auf einem semgallischen Gehöft. In seinem patriotischen Poem „Der König Nameitis“ machte den in einer livländische Reimchronik dargestellten halblegendären Semgallenführer Nameisis zum nationalen Helden des Kampfes gegen den Deutschen Orden. Auch Aleksandrs Grīns widmete sich dem Nameise-Mythos. Daneben entwickelte sich eine neorealistisch Literaturströmung. Der unter ärmlichsten Verhältnissen aufgewachsene Jānis Jaunsudrabiņš (1877–1962), der als Dramatiker bekannt wurde, stand hingegen in Opposition zum Regime von Kārlis Ulmanis, hatte Publikationsverbot und wurde später Mitglied des sowjetlettischen Schriftstellerverbandes.

### Sowjetische Zeit
Während der sowjetischen Okkupation (1940–1941 und 1944–1991) bestand die lettische Sprache in einer gesellschaftlich bilingualen Situation neben der russischen Sprache. Die offizielle Sprache des Staates und der Behörden wurde Russisch. Aleksandrs Grīns und viele andere Intellektuelle wurden deportiert und fielen Verfolgungen zum Opfer. Das Niveau der Texte sank außer bei den Vertretern des traditionellen Realismus wie Anna Sakse (1905–1981). Auch ältere kommunistische Schriftsteller kamen wieder zu Wort, die in der Zeit der Eigenstaatlichkeit emigriert waren wie Andrejs Upīts, der „lettische Gorki“, der in allen Genres aktiv war. Seine Werke wurden zweimal verboten: einmal nach dem Staatsstreich von Kārlis Ulmanis 1934, das zweite Mal in der sowjetischen Zeit die Aufführung seines Dramas „Blühende Wüste“ sowie der Vertrieb seiner Literaturgeschichte.
Seit den 1960er Jahren kam es zu einer Belebung der Literatur, die eine gewisse Resistenz gegen sozialistische ästhetische und soziale Normen zeigte und vor allem in der Lyrik ihren Ausdruck fand, z. B. im Band Šūpoles („Schaukeln“, 1970) von Laima Līvena (1943–2006) und im Werk Mirdza Ķempes (1907–1974). Die Lyrikerin Vizma Belševica (1931–2005) erhielt ein mehrjähriges Schreibverbot für ihre verschlüsselte Kritik an der sowjetischen Besetzung Lettlands in Gadu gredzeni („Jahresringe“, 1969).
In den 1970er Jahren gelang der Anschluss an die Exil- und Weltliteratur. Bedeutende Prosaschriftsteller waren Visvaldis Eglons (eigentlich Visvaldis Lāms, 1923–1992) mit seinen experimentellen Romane, Regīna Ezera (1930–2002) sowie Andris Jakubāns (1941–2008). Imants Ziedonis (1933–2013) und Ojārs Vācietis (1933–1983) verfassten Lyrik und Geschichten für Kinder.
Das lettische Theater der 1970er Jahre nahm viele Tendenzen der Perestroika vorweg. Andere Autoren wie Harijs Heislers (1926–1985) arbeiteten sich an der Vergangenheit ab – Heislers war jahrelang nach Workuta deportiert worden. Die Werke des ebenfalls jahrelang inhaftierten Lyrikers Knuts Skujenieks (1936–2022) konnten nach 1978, in vollständiger Form jedoch erst nach 1990 veröffentlicht werden. Māra Zālīte (* 1952), deren Eltern nach der sowjetischen Besetzung nach Sibirien deportiert worden waren, kehrte 1956 als kleines Mädchen nach Lettland zurück und verfasste in den 1980er Jahren Theaterstücke, Gedichte und Libretti. Sie setzte sich für die Unabhängigkeit ein und führte ihre Arbeit nach 1990 mit historischen Themen und Zeitstücken fort.

## Lettische Literatur im Exil nach 1944
1944/1945 verließen insgesamt etwa 200.000 oft gut gebildete Letten ihre Heimat. Mehr als 170 Schriftsteller ließen sich allein in Westdeutschland nieder, darunter Pēteris Ērmanis und Jānis Jaunsudrabiņš, der weiterhin nur in lettischer Sprache publizierte und dessen Texte nie ins Deutsche übersetzt wurde. Anšlavs Eglītis (1906–1993), der Sohn von Viktors Eglītis, ging 1944 nach Deutschland ins Exil, dann in die Schweiz und 1952 in die USA. 1951 erschienen unter dem Titel Švābu Kapričo (dt. Schwäbisches Cappricio, 2024) seine autobiographisch beeinflussten Erzählungen über einen großstädtisch sozialisierten Letten im schwäbische Exil zur Zeit des Zweiten Weltkriegs, in denen hinterwäldlerisches Spießertum, Geiz und Bauernschläue der Schwaben klischeehaft karikiert werden. Sein Künstlerroman Homo Novus, der das Leben der Bohème im Riga der 1930er Jahre spiegelte, wurde 1943/1944 noch im von Deutschland besetzten Lettland als Fortsetzungsroman veröffentlicht und erschien 1946 erstmals in einer vollständigen Fassung in den USA. In den USA veröffentlichte er zahlreiche Werke, in denen sich historische Reflexionen, Autobiographisches und Themen aus dem Alltagsleben im Exil finden. Seine Theaterstücke orientieren sich am amerikanischen Zeitgeschmack.
So entstand bald nach dem Krieg eine umfangreiche Exilliteratur, die sich zunächst der Vergangenheit, seit den 1960er Jahren zunehmend auch Gegenwartsproblemen zuwandte. Der Lyriker Gunārs Saliņš (1924–2010) wurde zum Sprecher der lettischen New Yorker Künstlervereinigung Hell's Kitchen Artists, Mārtiņš Zīverts (1903–1990) zum vielbeachteten Repräsentanten des lettischen Theaters im Exil.
In den folgenden Jahren entfachte zwischen den im Land verbliebenen und den geflohenen Schriftstellern ein „Krieg der Worte“. Die in Lettland Gebliebenen machten sich über den sentimentalen Nationalismus in den Werken der Exilanten lustig, während diese der Auffassung waren, die in der Heimat Gebliebenen hätten sich dem Sowjetregime untergeordnet. Erst heute findet eine kritische Auseinandersetzung sowohl mit der Exilliteratur als auch mit der im sowjetisch besetzen Lettland entstandenen Literatur, verbunden mit einer teilweisen Neubewertung, statt.
Bereits als Kind wanderte David Bezmozgis (* 1973) mit seinen Eltern nach Kanada aus. Er beschreibt in seinem Roman The Free World (2011 in englischer Sprache) aufgrund der eigenen Erfahrungen die Situation jüdischer Auswanderer aus der Sowjetunion und ihre Konflikte im kapitalistischen Westen. Seine preisgekrönte Kurzgeschichte Natasha (2005) über eine berechnende und nihilistische russische „Mail-Order-Braut“ verfilmte er 2015.

## Lettische Literatur seit 1990

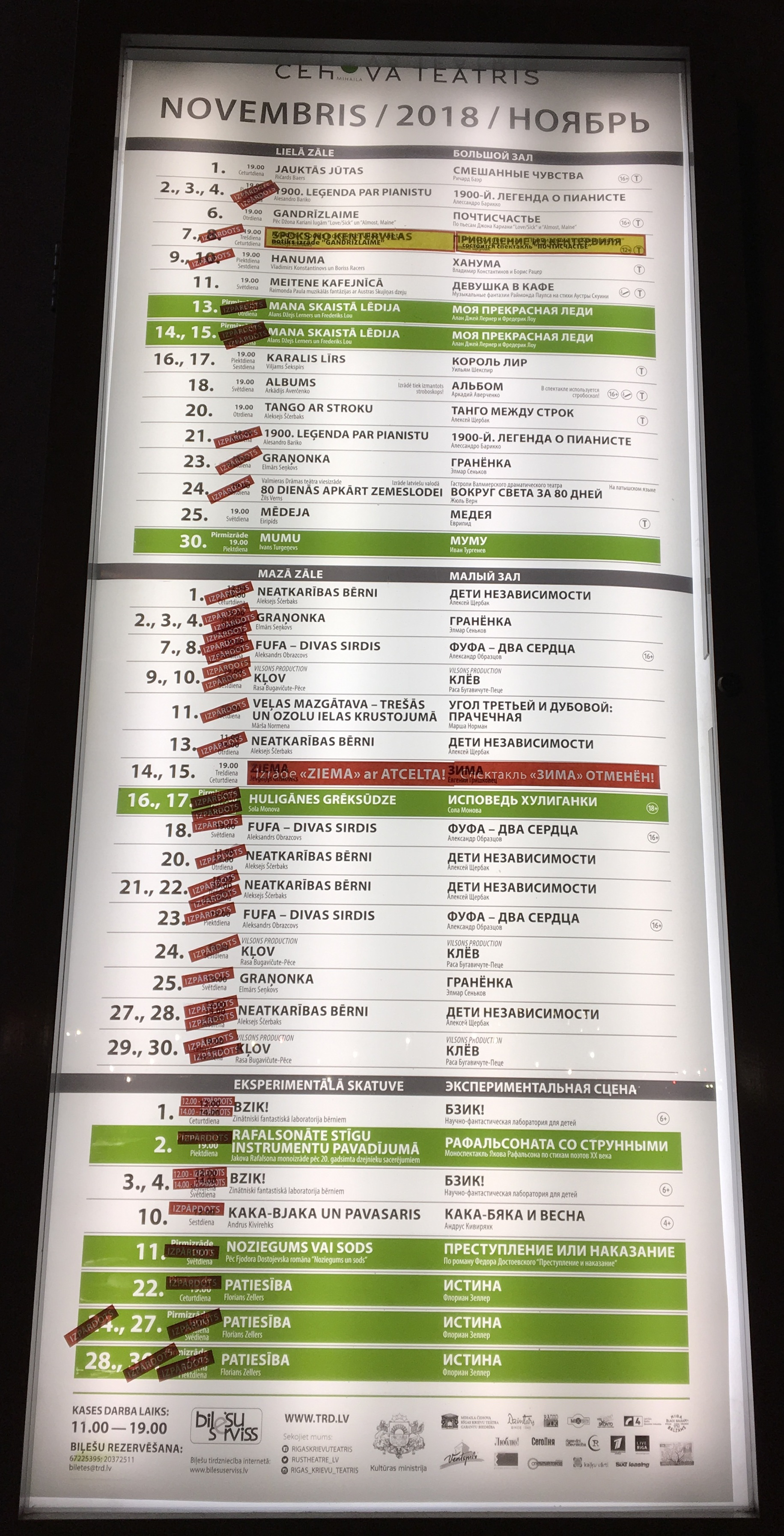
Wie immer fast ausverkauft: Das Rigaer Russische Theater Michail Tschechow (Mihaila Čehova Rīgas Krievu teātris) im November 2018

Nach Wiederherstellung der lettischen Unabhängigkeit kehrten einige Exilautoren nach Lettland zurück, darunter die Lyrikerin Astrīde Ivaska (1926–2015), die in den USA gelebt hatte; dennoch ist die Trennlinie bis heute nicht überwunden.
Das „Nationale Erwachen“ der 1990er Jahre beflügelte erneut das Interesse an der Sprache an sich und am Spiel mit ihr. Die eigentümlichsten Prosawerke der 1990er Jahre orientierten sich u. a. an James Joyce, so etwa Aivars Ozoliņš’ Dukts (1991) oder das im lettgallischen Dialekt verfasste Valerjana dzeive i redzīni („Des Valerjan Leben und Ansichten“, 1996) von Oskars Seiksts (* 1973) und Valentīns Lukaševičs (* 1968). Alberts Bels (* 1938) erlebte bereits Ende der 1980er Jahre während der Perestroika eine Renaissance seiner in den 1960er und 1970er Jahren geschriebenen, damals verbotenen oder zensierten Romane. Eine desillusionierende literarische Analyse der lettischen Nachwendegesellschaft legte Bels mit seiner Trilogie Latviešu labirints (Das lettische Labyrinth, 1998), Uguns atspīdumi uz olu čaumalām (Feuerwiderschein auf Eierschalen, 2000) und Vientulība masu sarīkojumos (Einsamkeit auf Massenveranstaltungen, 2005) vor. Die auch ins Deutsche übersetzten Romane Ēnu apokrifs (1996, dt. Titel „Unsichtbare Schatten“, Dumont 1998) von Gundega Repše und Kāpēc tu raudāji? (2003, dt. Titel „Warum hast du geweint“, Ammann 2007; Fischer 2009) von Dace Rukšāne (* 1969) setzen sich in Nebenerzählsträngen eingehend mit der Sowjetära auseinander. 2011 regte Repše die Romanreihe Mēs. Latvija, XX gadsimts (Wir. Lettland, 20. Jahrhundert) an – bis 2018 erschienen dreizehn Romane von ebenso vielen Autoren der mittleren Generation, die sich jeweils mit konkreten Phasen bzw. Abschnitten der lettischen Geschichte im 20. Jahrhundert auseinandersetzen. Māra Zālītes autobiographischer Roman Fünf Finger (dt. 2013) erzählt von einem in der sibirischen Verbannung geborenen kleinen Mädchen, das heimkehrt und das märchenhafte Lettland ihrer Vorstellungen sucht.
Auch in der modernen lettischen Literatur ist die Lyrik stark vertreten; zu nennen sind Kārlis Vērdiņš (* 1979), Inga Gaile (* 1976), Marts Pujāts (* 1982), Pēteris Draguns (* 1976), Anna Auziņa (* 1975) oder Māris Salējs (* 1971), der auch polnische Lyrik ins Lettische übersetzt. Unter den experimentellen Lyrikern ragen Uldis Bērziņš (1944–2021) und Pēters Brūveris (1957–2011) heraus.
In lettgallischer oder sog. „hochlettischer“ Sprache, die im katholisch, russisch-orthodox und jüdisch geprägten multikulturellen Südosten des Landes gesprochen wird, entstand seit dem 18. Jahrhundert bis 1944, danach in der Emigration und seit der Wiederherstellung der Unabhängigkeit auch in Lettland wieder eine überschaubare Zahl von Publikationen.
Russischsprachige Autoren sind weiterhin in Lettland präsent, so die 1999 gegründete Autorengruppe Орбита (Orbit) mit ihren vielfältigen, teils multimedialen Aktivitäten, die bilinguale russisch-lettische und russisch-englische Werke herausgibt. Zu ihr gehören der Lyriker und Dramatiker Sergej Timofejev (Sergejs Timofejevs, * 1970), ferner Artur Punte, Semyon Khanin und Vladimir Svetlov. Das 1883 gegründete, im Herzen der Rigaer Altstadt gelegene Mihaila Čehova Rīgas Krievu teātris (Rigaer Russisches Theater Michail Tschechow) ist eines der ältesten russischsprachigen Theater außerhalb Russlands.